# 공주시장
공주시장(公州市長)은 대한민국 충청남도 공주시의 행정을 총괄하는 기초자치단체장이다.

## 공주군수
| 대수 | 이름   | 임기                             |
| ---- | ------ | -------------------------------- |
| 1    | 신구영 | 1945년 10월 1일~1946년 7월 6일   |
| 2    | 이상규 | 1946년 7월 7일~1947년 8월 2일    |
| 3    | 손영도 | 1947년 8월 3일~1949년 4월 2일    |
| 4    | 가정노 | 1949년 4월 3일~1950년 5월 8일    |
| 5    | 이남선 | 1950년 5월 9일~1950년 10월 11일  |
| 6    | 김홍식 | 1950년 10월 12일~1952년 3월 24일 |
| 7    | 박유진 | 1952년 3월 25일~1954년 9월 5일   |
| 8    | 정인권 | 1954년 9월 6일~1957년 4월 1일    |
| 9    | 김경한 | 1957년 4월 2일~1960년 5월 12일   |
| 10   | 김형중 | 1960년 5월 13일~1960년 10월 31일 |
| 11   | 김수영 | 1960년 11월 1일~1960년 12월 23일 |
| 12   | 조성재 | 1960년 12월 24일~1961년 7월 6일  |
| 13   | 이재희 | 1961년 7월 7일~1962년 9월 30일   |
| 14   | 방상교 | 1962년 10월 1일~1964년 7월 17일  |
| 15   | 심춘택 | 1964년 7월 18일~1966년 5월 18일  |
| 16   | 이진형 | 1966년 5월 19일~1967년 11월 30일 |
| 17   | 유웅렬 | 1967년 12월 1일~1970년 3월 2일   |
| 18   | 권의직 | 1970년 3월 3일~1971년 2월 8일    |
| 19   | 조영호 | 1971년 2월 9일~1972년 3월 7일    |
| 20   | 이준규 | 1972년 3월 8일~1975년 9월 3일    |
| 21   | 정찬경 | 1975년 9월 4일~1976년 9월 2일    |
| 22   | 송우빈 | 1976년 9월 3일~1977년 2월 14일   |
| 23   | 설일진 | 1977년 2월 15일~1979년 7월 5일   |
| 24   | 정연달 | 1979년 7월 6일~1980년 8월 19일   |
| 25   | 조기택 | 1980년 8월 20일~1982년 9월 17일  |
| 26   | 김건배 | 1982년 9월 18일~1985년 3월 10일  |
| 27   | 이병오 | 1985년 3월 11일~1986년 3월 7일   |
| 28   | 구장회 | 1986년 3월 8일~1988년 6월 10일   |
| 29   | 이종현 | 1988년 6월 11일~1989년 12월 27일 |
| 30   | 노완구 | 1989년 12월 28일~1991년 1월 13일 |
| 31   | 노규래 | 1991년 1월 14일~1991년 4월 7일   |
| 32   | 전병용 | 1991년 4월 9일~1993년 3월 28일   |
| 33   | 이병하 | 1993년 3월 29일~1994년 12월 31일 |

## 공주시장
| 대수     | 이름   | 임기                              | 비고     |
| -------- | ------ | --------------------------------- | -------- |
| 1        | 박찬무 | 1986년 1월 1일~1988년 2월 24일    | 관선     |
| 2        | 이근영 | 1988년 2월 25일~1989년 12월 28일  | 관선     |
| 3        | 김건배 | 1989년 12월 29일~1993년 3월 29일  | 관선     |
| 4        | 김수진 | 1993년 3월 30일~1994년 2월 7일    | 관선     |
| 5        | 이종현 | 1994년 2월 8일~1994년 7월 9일     | 관선     |
| 6        | 유덕준 | 1994년 7월 10일~1995년 6월 30일   | 관선     |
| 7        | 전병용 | 1995년 7월 1일~1998년 6월 30일    | 민선 1기 |
| 8        | 전병용 | 1998년 7월 1일~2001년 11월 13일   | 민선 2기 |
| 권한대행 | 백남훈 | 2001년 11월 13일~2002년 6월 30일  | 민선 2기 |
| 9        | 윤완중 | 2002년 7월 1일~2002년 11월 21일   | 민선 3기 |
| 권한대행 | 백남훈 | 2002년 11월 21일~2002년 12월 31일 | 민선 3기 |
| 권한대행 | 최문환 | 2003년 1월 1일~2003년 4월 24일    | 민선 3기 |
| 10       | 오영희 | 2003년 4월 25일~2006년 6월 30일   | 민선 3기 |
| 11       | 이준원 | 2006년 7월 1일~2010년 6월 30일    | 민선 4기 |
| 12       | 이준원 | 2010년 7월 1일~2014년 6월 30일    | 민선 5기 |
| 13       | 오시덕 | 2014년 7월 1일~2018년 6월 30일    | 민선 6기 |
| 14       | 김정섭 | 2018년 7월 1일~2022년 6월 30일    | 민선 7기 |
| 15       | 최원철 | 2022년 7월 1일~                   | 민선 8기 |

## 같이 보기
- 공주시장 선거